# Солідарність
Солідарність  (лат. solidus - твердий)— це єдність (групи або класу), яка породжує єдність інтересів, цілей, стандартів і взаєморозуміння або ж ґрунтується на них. Цей термін відсилає до таких соціальних зв'язків, які об'єднують людей в одне ціле. Ним послуговуються переважно в соціології, а також в інших суспільних (соціальних) науках, у філософії або в католицькому соціальному вченні.
Засади солідарності в різних суспільствах різні. В «простих» суспільствах воно може засновуватися переважно на спорідненості (kinship) і спільних цінностях. У більш складних суспільствах є різноманітні теорії, в межах яких розглядається питання про те, що сприяє створенню відчуття соціальної солідарності.
Солідарність також є одним із шести принципів Хартії основних прав Європейського союзу, а щороку 20 грудня відзначається Міжнародний день солідарності людей, визнаний ООН.
Частини твердого тіла солідарні в тому сенсі, що ні на одну з них не можна впливати, водночас не впливаючи і на всі інші. Візьмемо, наприклад, більярдну кулю. Удар по одній якій-небудь точці призводить до руху всіх куль. Інший приклад - мотор. Дві його деталі жорстко з'єднані (солідарні), якщо, приводячи в рух одну, ми змушуємо рухатися і другу. Значить, солідарність не почуття і тим більше не чеснота, а внутрішня зв'язаність, взаємозалежність, причому об'єктивна і позбавлена якого б то не було нормативного відтінку. Овальна більярдна куля, безсумнівно, менш зручна в грі, але це не заважає їй залишатися твердим тілом.
У римському праві є вираз in solido, що означає «повністю, в повному складі». Боржники солідарні, якщо кожен з них несе відповідальність за повернення всієї запозиченої суми (якщо інші виявляться неплатоспроможними).

## Яку поведінку слід вважати прикладом солідарності, а яку— благодійності?
Два індивідуума об'єктивно солідарні, якщо те що відбувається з одним неминуче зачіпає і другого (наприклад, якщо у них одні інтереси) або якщо зроблене одним залучає в діяльність і другого. На цьому засновано профспілковий рух, в рамках якого кожен захищає власні інтереси, одночасно захищаючи інтереси інших членів профспілки.
На цьому ж заснована ідея колективного страхування (навіть капіталістичні страхові компанії базують свою діяльність на взаємній готовності розділити ризик). При поганому управлінні компанією збитків зазнають всі акціонери, але й при найкращому управлінні кожен акціонер має право користуватися внесками всіх інших. Якщо у одного з них викрали автомобіль, інші спільними зусиллями оплатять його вартість – правильніше сказати, вже оплатили, вступивши в компанію. У цьому пункті особливо ясно видно різницю між благодійністю і солідарністю. Виявляти благодійність значить діяти на користь людини, чиїх інтересів ти не поділяєш, чи діяти на користь іншим без користі собі. Ти надаєш йому добро, не отримуючи взамін нічого, мало того, дієш на шкоду собі, тобто служиш його інтересам всупереч власним. Якщо людина подала десять гривень жебракові то у нього стало на десять гривень більше, а у людини - на десять гривень менше. Це ніяка не солідарність, це – благодійність. 
Навпаки, проявляти солідарність означає діяти на користь людини, чиї інтереси ти поділяєш. Захищаючи його інтереси, ти захищаєш і свої; захищаючи свої, захищаєш і його інтереси. Наприклад, наймані робітники або службовці влаштовують страйк, вимагаючи збільшення заробітної плати. Їхня вимога поширюється на всіх, але кожен з них знає, що бореться він за себе. Те ж саме відбувається, коли людина вступає в профспілку, підписує страховий поліс або платить податки. Вона знає, що робить це задля власного ж блага (хоча стосовно податків необхідна ціла система контролю і санкцій, яка повинна допомогти їй переконатися, що платить вона їх дійсно у своїх інтересах). Це ніяка не благодійність, це - солідарність. Людина діє виходячи з егоїстичних міркувань.Тому на світі є багато шахраїв, які вступили в профспілки, мають страховку і справно сплачують податки?

Благодійсність по суті своїй безкорислива. Ніяка солідарність не може бути безкорисливою. Виявляти щедрість значить відмовитися, хоча б частково, від дотримання власних інтересів. Виявляти солідарність означає захищати свої інтереси разом з іншими людьми. Благодійність звільняє, хоча б частково, від егоїзму. Солідарність - це спільний і розумний егоїзм (набагато не обачніше жити за принципом «кожен за себе» або «ми проти них»). Благодійність є чимось протилежним егоїзму. Солідарність - це скоріше ефективна соціалізація егоїзму. Ось чому в моральному відношенні благодійність цінується набагато вище. З тієї ж самої причини в соціальному, політичному та економічному житті солідарність набагато важливіша. 
Наприклад: Абат П'єр викликає в нас більше захоплення, ніж велика частина «середніх» членів профспілки, власників страхових полісів і платників податків. Але в частині захисту своїх інтересів ми набагато більше розраховуємо на державу, профспілки і страхові компанії, ніж на святість і щедрість своїх ближніх. І, уточнимо, це анітрохи не заважає абату П'єру страхувати своє життя і майно, брати участь в профспілці та платити податки (хоча б податок на додану вартість, який сплачують всі без винятку), так само, як не заважає застрахованому платнику податків і члену профспілки іноді проявляти щедрість до ближніх. Солідарність і щедрість зовсім не є несумісними поняттями, але при цьому вони залишаються абсолютно різними.
Якби людям в разі хвороби доводилося розраховувати виключно на щедрість інших людей, мільйони хворих померли б без усякого лікування. Тому з'явився такий простий (в сенсі моралі) винахід, як медична страхування, - винахід куди скромніший, ніж щедрість, і набагато ефективніший. Володіння медичною страховкою не робить нас менш егоїстичними. Але вона дозволяє нам отримувати в разі хвороби хороше лікування.
Жодна людина не робить страхових внесків, керуючись щедрістю. Вона робить це виходячи з власних інтересів, навіть якщо змушена підкорятися правилам обов'язкового страхування. Але в солідарному суспільстві захист інтересів кожного може бути ефективним тільки в умовах одночасного захисту інтересів всіх.
Ніхто не платить податки, керуючись щедрістю. Більш ніж дивно виглядала би профспілка, члени якої вносили б внески з міркувань щедрості. Але і система соціального страхування, в тому числі медичного, і профспілки, і фіскальна система зробили для справедливості і захисту слабких набагато більше, ніж благодійність.
При приматі благодійності першість належить солідарності. Для окремого індивідуума благодійність є моральною чеснотою. Для групи індивідуумів солідарність є економічною, соціальною та політичною необхідністю. Суб'єктивно перша цінується вище, але об'єктивно вона практично не має значення. Друга в моральному відношенні не означає нічого, але об'єктивно приносить набагато більше користі.
У цій точці розходяться мораль і політика. Мораль диктує нам приблизно наступне: оскільки ми всі егоїсти, постараємося вести себе менш егоїстично. Політика, в свою чергу, закликає: оскільки ми всі егоїсти, спробуємо діяти спільно і розумно, будемо шукати і знаходити об'єктивний збіг наших інтересів, тому що це дозволить нам як суб'єктам виступати заодно (в результаті чого солідарність, перш за все диктується необхідністю, може стати громадянською і політичною чеснотою). Мораль звеличує благодійність. Політика підкреслює необхідність солідарності і служить їй виправданням. Ось чому ми потребуємо і в тій і в іншій, але в політиці - більше. Що краще - жити в суспільстві, що складається з егоїстів, хоча не всі з них егоїстичні в рівній мірі, або жити в суспільстві без держави, без системи соціального страхування, без профспілок і страхових компаній? Ставити так питання все одно що питати: що краще, цивілізація або природний стан, прогрес або варварство, солідарність або громадянська війна?
Деякі з бездомних стоять в метро і намагаються нам що-небудь продати. Припустимо, ви щось у них купуєте. Що ви в цьому випадку проявляєте - щедрість або солідарність? Це залежить від ваших мотивів, які можуть бути подвійними. Спрощуючи, скажімо так: якщо ви дієте, виходячи з власних інтересів, то мова йде про солідарність. Але в чому може полягати ваш інтерес? У тому, що ви намагаєтеся поставити себе на місце цього бомжа? Тоді ви проявляєте не стільки солідарність, скільки співчуття. Або в тому, що саме існування подібного «бізнесу» дозволяє вам сподіватися, що, якби ви втратили роботу, ви теж зможете чинити як він? Це, звичайно, дуже сумнівний аргумент, оскільки навряд чи сьогоднішня ваша покупка надасть такий вже помітний вплив на підпільний продаж в метро всяких дрібничок. Більш правдоподібно виглядає інше припущення: ви купуєте у безхатька ту чи іншу річ, тому що вам здається, що вона вам стане в пригоді. Отже, вашим мотивом служить особистий інтерес і ви дієте не з щедрості, а з солідарності. І навпаки: якщо куплена річ негайно відправляється в урну, тому що ви купили її виключно з жалю до продавця, щоб надати йому послугу, значить, вашим мотивом була щедрість, а не солідарність. Що краще? З точки зору моральності - щедрість. Але проявлена вами щедрість не в змозі вирішити дійсних проблем жебрака продавця. У нього стало на кілька монет більше, у вас - на кілька монет менше, але він все ж таки залишається викинутим з товариства, а саме суспільство залишається все таким же несправедливим. Набагато краще, якби він продавав дійсно хороші товари, які охоче купували б мільйони людей, виходячи з власних інтересів, тобто спонукувані егоїстичними мотивами. З точки зору моральності їх вчинки заслуговували б меншої поваги, але в соціальному сенсі вони принесли б набагато більше користі жебракові: він перестав би бути підпільним жебраком торговцем, а став би звичайним продавцем.
Ось це і є найдивніше. Коли я купую товари в магазині, ні я, ні продавець не діємо з щедрості, як, втім, і виробники товарів, і власник магазину. Ми ставимо собі за кожен свій інтерес, але знаходимо його лише в тій мірі, в якій наші інтереси збігаються, у всякому разі частково (якби це було не так, магазин б закрився). Це і є ринок. Як і всякий ринок, він функціонує на принципі егоїзму. Але його ефективне і довгострокове функціонування можливе лише за умови створення і підтримки об'єктивного збігу інтересів (яке іноді може приймати суб'єктивну форму). Двигуном ринку є егоїзм. Регулятором цього двигуна є солідарність.
Ви скажете, що це проповідь лібералізму. Але чому треба боятися слова «лібералізм»? У ринковому суспільстві товари кращі і якісніші, ніж в неринковому. Це загальновідомо. Якщо виробник і продавець одягу зацікавлені в тому, щоб цей одяг купили, вони будуть намагатися підвищувати її якість. Ринок в цій сфері діє набагато ефективніше, ніж планування і будь-який контроль (неринкова економіка майже неминуче призводить до появи чорного ринку). Але було б очевидною помилкою вважати, що за допомогою ринку можна вирішити взагалі всі проблеми. По-перше, тому, що вплив ринку поширюється тільки на товарне виробництво (тоді як свобода, наприклад, не є товаром, як не є товарами справедливість, здоров'я та людська гідність). По-друге, тому, що ринок сам по собі не здатний забезпечити достатню регуляцію власного функціонування. У що перетворилася б торгівля без торгового права? І хіба саме це право може виступати товаром? Продажне право перестає бути правом. І як бути з тим, що взагалі не продається? Візьмемо, наприклад, пресу. Цілком і повністю віддати ЗМІ на відкуп ринку означало б поставити під сумнів їх незалежність (перед обличчям грошової влади), їх якісний рівень, їх різноманітність і плюралізм. Тому і була розроблена система захисту преси та системи субсидій пресі. Вона в жодному разі не скасовує ринкових механізмів (у газети, яку ніхто не читає, дуже мало шансів вижити, і це дуже добре), але вона пом'якшує і обмежує їх вплив. Інформація - теж товар. Але свобода інформації товаром не є. Можна купити газету. Не можна купити свободу журналіста і читача.
Те ж саме відноситься до охорони здоров'я, юриспруденції, освіти і навіть, хоч і в меншому ступені, до харчування і житла. Жоден з цих феноменів не може бути повністю вільний від ринку. І жоден з них не повинен бути повністю відданий на викуплення ринком (якщо тільки не відмовитися свідомо від якого б то не було захисту слабких). Ринок створює солідарність, але він створює також нерівність і невпевненість в завтрашньому дні. Він створює маргіналів. Ось чому ми маємо потребу в державі, в торговому праві, в соціальних правах, в праві на свободу слова і т. д. З цієї ж причини ми потребуємо профспілок, асоціацій, паритетних комісій з контролю та управління і т. д. Ринок ефективніший , ніж адміністративно-командна система. Але загальний закон (демократія) краще, ніж закон джунглів. Система соціального забезпечення діє в суспільстві ефективніше, ніж щедрість. Але і політично вона більш справедлива, ніж діяльність приватних страхових компаній. Саме в цьому і полягає головна помилка ультралібералів. Ринок створює солідарність, але це не означає, що ринку досить для вирішення проблеми солідарності. А в цьому - головна помилка прихильників колективізму. Ринок сам по собі не може бути вирішенням проблеми солідарності, але це не означає, що без ринку можна обійтися. Так що хай живе політика, профспілки і система соціального страхування.

## Еміль Дюркгайм
Згідно з Емілем Дюркгаймом, типи соціальної солідарності корелюють з типами суспільства. Е. Дюркгайм увів термін "механічної " й «органічної солідарності» («mechanical» and «organic solidarity») в межах його теорії розвитку суспільств, описаної в праці «Про розділ суспільної праці» (1893). В суспільстві, яке демонструє механічну солідарність, його згуртованість й інтегрованість виростає з гомогенності індивідуумів: люди відчувають взаємний зв'язок через споріднену працю, освіту, релігію, спосіб життя. Механічна солідарність зазвичай присутня в «традиційних» і малих суспільствах. У простих (тобто племінних) суспільствах солідарність переважно засновується на споріднених зв'язках у межах родинних «мереж». Органічна солідарність породжується взаємозалежністю, яка витікає зі спеціалізації праці, а також різного роду взаємозалежностей (complementarities) між людьми. Солідарність такого типу зустрічається в «сучасних» і «промислових» суспільствах.
- Визначення: це соціальна єдність (social cohesion), заснована на взаємній підтримці індивідуумів у більш розвинених суспільствах.

Хоча індивідууми виконують різні завдання, є носіями різних цінностей та інтересів, порядок в суспільстві і соціальна солідарність в ньому будуються на їх взаємодовірі у виконанні конкретних завдань. Слово «органічна» тут позначає взаємозалежність складових частин. Таким чином, у більш складних суспільствах соціальна солідарність підтримується через взаємозалежність їх складових частин (тобто, фермери виробляють їжу, яка годує заводських робітників, які виробляють трактори та іншу техніку, що дозволяє фермерам виробляти їжу).

## В філософії
Солідарність — це концепт, що знаходиться на стадії становлення в сучасній філософії: він є об'єктом дослідження в різних областях етики і політичної філософії.